# Кровавая свадьба (фильм, 1981)
«Кровавая свадьба» (исп. Bodas de sangre) — испанский музыкальный фильм 1981 года режиссёра Карлоса Сауры. Участник внеконкурсной программы 34-го Каннского кинофестиваля.

## Сюжет
В фильме Антонио Гадес и его танцевальная труппа исполняют адаптацию фламенко по пьесе Федерико Гарсиа Лорки «Кровавая свадьба». Как и все фильмы Сауры о фламенко, фильм откровенно театрален: он начинается с того, что компания прибывает в студию и надевает костюмы и грим. Затем танец исполняется в репетиционном зале с большими светлыми окнами, зеркалом, минимумом реквизита и без декораций. Здесь нет сложных костюмов, и многие актёры облачены только в репетиционную одежду.

## В ролях
- Антонио Гадес — Леонардо
- Кристина Ойос — невеста
- Хуан Антонио Хименес — жених
- Пилар Карденас — мать
- Кармен Вильена — жена
- Марисоль — девушка, поющая колыбельную

## Критика
Танцевальный критик и автор New York Times Анна Киссельгофф отметила: «Мистеру Сауре и мистеру Гадесу удаётся создать захватывающий фильм». Сергей Кудрявцев оценил фильм в 9,5 баллов из 10, резюмируя: «В документальных съёмках труппы Антонио Гадеса, репетирующей балет по драме Федерико Гарсии Лорки, кроме хроники их быта и жизни, помимо обаяния и непосредственности поведения танцоров, присутствует нечто большее, содержащееся словно между кадрами».